# Morten Kirkskov
Morten Kirkskov (født 28. marts 1963 i Sdr. Omme) er dansk skuespiller, teaterinstruktør og forfatter. Han var fra 2011 til 2015 teaterdirektør på Aalborg Teater og fra 2015 skuespilchef på Det Kgl. Teater.
Morten Kirkskov er uddannet fra Skuespillerskolen ved Odense Teater i 1990 og har haft roller i Hamlet på Det Danske Teater samt en række roller på Østre Gasværk, Aalborg Teater og Mungo Park. Siden 1998 har han været underviser på Statens Teaterskole.
Morten Kirkskov blev folkeligt kendt fra sin medvirken i En kort en lang fra 2001, og han har de senere år været på tv-skærmen i større biroller i flere danske drama-serier som eksempelvis Borgen og Arvingerne på DR1.
I 2010 debuterede han som forfatter med den delvist selvbiografiske roman Kapgang, som i 2014 blev filmatiseret med spillefilmen med samme titel.

## Filmografi

### Film
| År   | Titel             | Rolle       | Noter |
| ---- | ----------------- | ----------- | ----- |
| 2001 | En kort en lang   |             |       |
| 2004 | Afgrunden         |             |       |
| 2004 | Brødre            |             |       |
| 2007 | Daisy diamond     |             |       |
| 2008 | Det som ingen ved |             |       |
| 2011 | Dirch             | Ove Sprogøe |       |
| 2018 | Journal 64        |             |       |

### Tv-serier
| År        | Titel        | Rolle           | Noter     |
| --------- | ------------ | --------------- | --------- |
| 1997      | Bryggeren    | Klaus           | 3 afsnit  |
| 1997      | TAXA         | Faderen         | Afsnit 4  |
| 2001-2002 | Hotellet     | Claus           | 3 afsnit  |
| 2005      | Krøniken     | TV-journalist   | Afsnit 15 |
| 2006      | Anna Pihl    | Psykolog        | Afsnit 4  |
| 2006      | Ørnen        | Ejendomsmægler  | Afsnit 23 |
| 2008      | Sommer       | Thomas          | Afsnit 11 |
| 2010-2015 | Borgen       | Niels Erik Lund | 15 afsnit |
| 2014-2017 | Arvingerne   | Ole             | 10 afsnit |
| 2018      | Greyzone     | Andreas Tange   | 4 afsnit  |
| 2018      | Herrens Veje | Søren           | Afsnit 15 |
| 2020      | Badehotellet | Johan Ramsing   | 2 afsnit  |